# Bismarckov model zdravstvenega varstva
Bismarckov model zdravstvenega varstva je model zdravstvenega varstva, ki temelji na načelih obveznega, z zakonom predpisanega javnega zavarovanja, področjem zavarovanja pa nato avtonomno upravljajo predstavniki delodajalcev in zavarovanih oseb. Leta 1889 ga je ustanovil kancler Nemčije Otto von Bismarck. Po tem sistemu je urejeno zdravstveno varstvo tudi v Sloveniji.

## Financiranje
Za uresničevanje zavarovanja morajo vsi državljani, ki imajo dohodek plačevati prispevke v ustreznem deležu tega dohodka ustanovi, ki je nosilka zdravstvenega zavarovanja in, ki ni profitna. Osebe, ki nimajo dohodkov (v Sloveniji so to otroci, študenti in nezaposleni) so po principu solidarnosti prav tako upravičeni do osnovnega zdravstvenega zavarovanja.

## Vloga države
Država ima v tem modelu zgolj nalogo sprejemati zakone in predpise, ki se jih morajo držati nosilci zavarovanj in nadzor nad spoštovanjem le-teh. Hkrati pa ima tudi funkcijo arbitra in nalogo, da posreduje, kadar pride do motenj v sistemu. Na oblikovanje cen država vpliva le posredno (s sprejemnjem zakonov), sicer pa oblikovanje poteka po pogajalskem principu med predstavniki izvajalcev in plačnikov storitev.

## Zgodovina modela v Sloveniji
Začetki tovrstnega urejanja zdravstvenega varstva segajo v petdeseta leta 19. stoletja, ko so se na našem ozemlju ustanovile Bratovske skladnice, nekakšne blagajne, iz katerih so se financirale najnujnejše zdravstvene storitve za delavce. Bismarckov model se na našem ozemlju uradno sprejme leta 1889. Avstro-Ogrska (pod katero je Slovenija takrat spadala) pa je tako tretja država na svetu, ki je sprejela ta model. Prvi zakon o obveznem zdravstvenem zavarovanju pa je bil sprejet leta 1892.